# Zona fantasma

La Zona fantasma rappresentata in LEGO Batman - Il film (2017)

La Zona fantasma è una dimensione parallela, che fa parte dell'universo narrativo dei fumetti di Superman pubblicati dalla DC Comics.

## Caratteristiche
La zona fantasma è stata scoperta dai kryptoniani, per merito delle grandi ricerche dello scienziato Jor-El. Da essi è comunemente usata a scopo punitivo per relegare in un luogo avulso dal continuum spazio-temporale i prigionieri. La Zona Fantasma vibra ad una frequenza differente da quella normale, permettendo a chiunque ne venga intrappolato di sopravvivere per anni in uno stato di sospensione simile a un limbo. Chiunque venga spedito in questa dimensione può osservare il mondo esterno, ma non interagirvi. Grazie ad un macchinario simile ad un proiettore è possibile spedire chiunque nella zona, o recuperare il malcapitato.

## Altri media

### Cinema
Nei film Superman e Superman II, la zona fantasma viene utilizzata come prigione per il Generale Zod e i suoi accoliti. Essa è di forma e composizione cristallina. Nel reboot cinematografico della saga di Superman, L'uomo d'acciaio, del 2013, compare la Zona Fantasma nel momento dell'incarcerazione e della fuga da essa del Generale Zod e del suo esercito ribelle.

### Televisione
Nella serie televisiva Smallville la zona fantasma entra in scena nella quinta stagione, nel primo episodio (Al tramonto del sole), dove Clark spedisce due sottoposti di Zod. All'interno di questa dimensione sono rinchiusi i più pericolosi criminali dell'universo, tra cui il Generale Zod e sua moglie Faora denominati "Zoner" (nel doppiaggio italiano reso con "fantasmi"). Clark cercherà di fermare Brainiac che vuole liberare Zod da questa dimensione, ma involontariamente sarà lui a liberarlo. Zod, che dopo essere stato esiliato non possiede più un corpo, si impossessa del corpo di Lex Luthor e spedisce Clark nella zona fantasma. Qui verrà aiutato da una kriptoniana e riesce a fuggire attraverso il portale che è stato creato per gli appartenenti alla casata degli El. Purtroppo durante la sua fuga riescono a fuggire altri prigionieri (soprannominati Zoner da Chloe). Dopo aver rispedito Zod nella zona fantasma grazie al cristallo di suo padre, Clark è costretto a dare la caccia agli altri evasi, che riuscirà a fermare. Nella puntata finale della settima stagione Brainiac riesce a rinchiudere Kara (la cugina kriptoniana di Clark). Nell'ottava stagione toccando il cristallo della conoscenza (il cristallo che genera la fortezza della solitudine) Clark e Lois vengono spediti insieme nella zona fantasma dove incontrano Kara, e tutti e tre riusciranno a fuggire attraverso il portale. Purtroppo anche stavolta riesce a fuggire uno Zoner; si tratta di Faora che si impossessa di Lois e parte alla ricerca di Doomsday (che considera un figlio ma in realtà è un mostro creato dai kriptoniani) che risiede nel paramedico Davis Bloome, al quale rivela la sua vera natura. Clark e Kara però riusciranno a salvare Lois, relegando nuovamente Faora nella zona fantasma.

#### Gli Zoner
Zoner è il termine con cui vengono chiamati i prigionieri scappati dalla Zona fantasma nella serie televisiva Smallville. Il termine è stato coniato da Chloe Sullivan, nel quinto episodio della sesta stagione, Fantasmi del passato.
Gli zoner sono famosi per essere i più ricercati delle 28 galassie di Krypton. Ad eccezione di Zod, Bizzarro, Baern, Aethyr, Nam-Ek e Gloria, per il resto sono stati tutti catturati o uccisi da Martian Manhunter.
Alla fine della quinta stagione Clark resta intrappolato nella zona fantasma, una prigione dimensionale creata dal suo padre biologico Jor-El per rinchiudere i peggiori criminali dell'universo. Nel primo episodio della sesta stagione (Zod) Clark sfugge da questa trappola liberando inavvertitamente altri prigionieri. Prima di accettare il suo destino di salvatore dell'umanità, Clark giura di fermare o distruggere i pericolosi fuggiaschi. Dalla zona fantasma (che nell'edizione italiana viene chiamata anche "dimensione fantasma") fuggono sette creature extraterrestri:	 
- La prima zoner è Gloria, comparsa nel terzo episodio (Rampicante). Non è una kryptoniana, ma una criminale aliena con dei superpoteri di controllo dei vegetali che ricordano quelli della supercriminale DC Poison Ivy. Viene distrutta da Clark grazie all'uso dell'elettricità.
- La seconda è Raya, assistente di Jor-El fuggita nella Zona durante l'esplosione di Krypton. Si sacrificherà per salvare Clark/Kal-El dal terzo zoner Baern.
- Il terzo zoner è Baern, un killer alieno capace di assorbire energia nucleare (Destino). Viene nuovamente imprigionato da Clark dopo avere assassinato Raya.
- Il quarto fuggiasco è Aldar ed è interpretato dal wrestler Batista. Si nutre di ossa umane ed è sempre alla ricerca di vittime (Frequenze). Viene ucciso da Martian Manhunter che aveva visto Clark in seria difficoltà per sconfiggerlo.
- Il quinto evaso è Hudson, un fantasma che manda Clark/Kal-El in una sorta di mondo parallelo in cui il ragazzo è uno squilibrato che ha immaginato tutte le sue avventure e addirittura i suoi poteri (Labirinti della mente). Viene nuovamente imprigionato da Martian Manhunter dopo che questi aveva aiutato Clark a sfuggire all'attacco mentale dell'alieno.
- Il sesto è un lottatore chiamato Titan, interpretato dal wrestler Kane (Combattimento). Viene ucciso da Clark al termine di un duro combattimento in un ring.
- Il settimo è protagonista dell'ultimo episodio della sesta stagione (Bizzarro), versione distorta e antitetica di Clark Kent. Comparirà anche nel primo, nel nono e nel decimo episodio della settima stagione, per venire infine ucciso da Lana grazie all'utilizzo della kryptonite blu.